# Астерт
Астерт (нем. Astert) — община в Германии, в земле Рейнланд-Пфальц. 
Входит в состав района Вестервальд. Подчиняется управлению Хахенбург.  Население составляет 249 человек (на 31 декабря 2010 года). Занимает площадь 2,39 км².
Коммуна подразделяется на 2 сельских округа.